# Samuel Loenbom
Samuel Loenbom, född den 4 augusti 1725 i Västra Ryds socken, Östergötland, död den 30 september 1776 i Stockholm, var en svensk historiker och urkundsutgivare. Han var son till Samuel Loenbom och farbror till Johan Loenbom.
Loenbom blev filosofie magister vid Uppsala universitet 1755 och amanuens hos rikshistoriografen Olof von Dalin 1762. Han författade förutom en mängd historiska småskrifter biografin Magnus Stenbocks lefwerne (1757-65) och utgav ett flertal samlingar av historiskt och biografiskt urkundsmaterial, varibland märks Handlingar till konung Carl XI:s historia (1763-74), Sv. archivum (1766-73), Historiska märkvärdigheter (1767-68), Uplysningar i sv. historien (1768-71), Anecdoter om... sv. män (1770-75), samt Historiskt archivum (1774-1776).